# Under a New Sign
Under a New Sign is het tweede album van de Nederlandse symfonische rockband Knight Area, uitgebracht in 2007 door The Laser's Edge.

## Nummers
1. "A Different Man" – 7:50
2. "Exit L.U.M.C." – 7:40
3. "Mastermind" – 6:17
4. "Under A New Sign" – 5:44
5. "Courteous Love" – 7:08
6. "Dreamweaver" – 7:38
7. "A Different Man - Part II" – 13:07